# Drukpa kagju

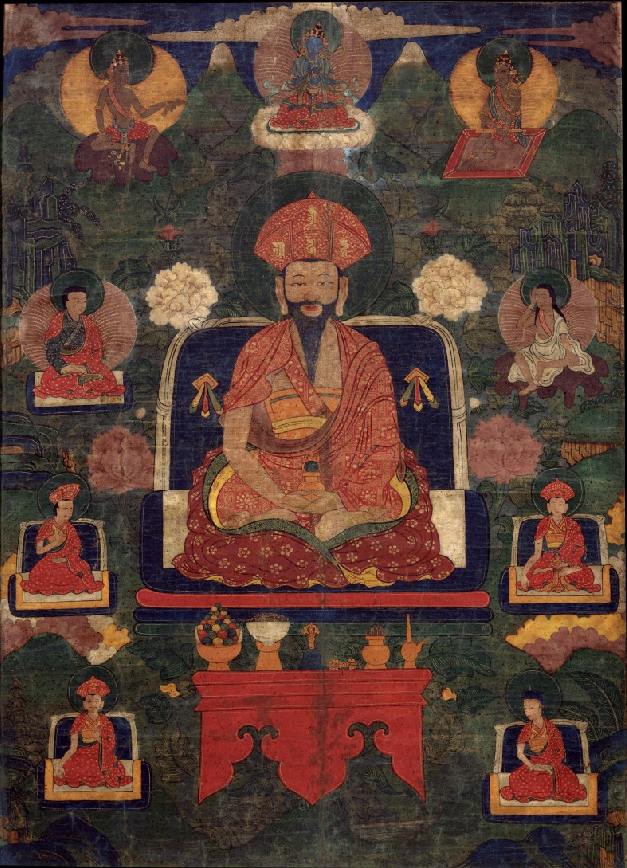
Ngawang Namgyal (1594-1651), wielki mistrz Bhutanu z drukpa, noszący honorowy tytuł „Shabdrung” za zasługi dla buddyzmu oraz zwany przez bhutańczyków „ojcem Bhutanu”

Drukpa Kagju (tyb.: འབྲུག་པ་བཀའ་བརྒྱུད, Wylie:  'brug pa bka' brgyud) – szkoła kagju buddyzmu tybetańskiego, jedna z tzw. „ośmiu mniejszych szkół kagju”, wywodzących się od ucznia Gampopy (1079-1153) – Pagmodrupy (transliteracja Wyliego. phag mo gru pa rdo rje rgyal po, 1110–1170). Założył ją ok. 1206 uczeń Lingchena Repy (Lingré Padma Dorjé, 1128-1188, uczeń Pamodrupy od którego przekaz nazywany był lingre kagju), terton Drogon Tsangpa Gjare Jeszie Dordże (transliteracja Wyliego. gtsang pa rgya ras ye shes rdo rje, 1161-1211), który wybudował klasztor Druk Sewa Jangchug Ling (Miejsce Odrodzonych Smoków Oświecenia).
Tsanpga Gjare został pierwszym Gjalwang Drukpą – reinkarnującym się tulku, stojącym na czele tradycji drukpa, „Linii Smoka”. Odkrył on unikatowy przekaz mahamudry „Sześciu Wskazówek Jedynego Smaku” ukryty przez Reczungpę (1083-1161), ucznia Milarepy, który podczas wizyt w Indiach uzyskał unikatowe przekazy od tamtejszych mahasiddhów. Spadkobiercą Drogon Tsangpa Gjare był Götsangpa Gönpo Dorjé (1189-1258) od którego pochodzi obecnie przekaz Wysokiej linii Druk (język angielski. Upper Druk lineage), gdzie mistrzem tej linii był również Gjalwa Jangönpa (1213-1287/8). Z kolei Lorepa Darma Łangczuk (1187-1250) założył Niską Linię Druk (język angielski. Lower Druk). Tzw. „Ośmiu Lwów” dzierżyło Pośrednią Linie Druk (język angielski. Middle Druk).
Tradycja drukpa kagju rozpowszechniła się głównie w Bhutanie, gdzie Ngawang Namgyal (transliteracja Wyliego. Zhabs-drung Ngag-dbang Rnam-rgyal, 1594-1651), potomek Tsangpa Gjare, stał się czołową postacią państwowości Bhutanu i zwany jest obecnie „ojcem Bhutanu”. Do najważniejszych klasztorów drukpa należą:
Ralung w centralnym Tybecie, Druk Sangag Choeling, Hemis, Thimphu Dzong, oraz klasztor Namdruk. Poza Bhutanem prowadzi działalność J. Ś. XII Gjalwang Drukpa, syn mistrza dzogczen Zhichen Bairochana potocznie nazywanego Bairo Rinpocze. XII Gjalwang Drukpa regularnie odwiedza również Polskę by nauczać buddyzmu tybetańskiego linii kagju.